# Drake (zodiak)
Draken är det femte djuret av de tolv zodiakdjuren inom kinesisk astrologi.  Draken är det enda mytologiska djuret i den kinesiska zodiaken. I Kina förknippas drakar med styrka, hälsa, harmoni och tur; de placeras ovanför dörrar och uppepå tak för att skrämma bort demoner och onda andar. I kinesiska kulturer föds det fler barn under drakens år än under några andra år. 

## År och de fem elementen
Personer som är födda inom dessa datum är födda "i drakensår", men de har även följande elementtecken:
Personer födda inom dess datum sägs vara födda i "Drakens år"
- 16 februari 1904 -  3 februari 1905: Trädrake
- 3 februari 1916 - 22 januari 1917: Elddrake
- 23 januari 1928 -  9 februari 1929: Jorddrake
- 8 februari 1940 - 26 januari 1941: Metalldrake
- 27 januari 1952 - 13 februari 1953: Vattendrake
- 13 februari 1964 -  1 februari 1965: Trädrake
- 31 januari 1976 - 17 februari 1977: Elddrake
- 17 februari 1988 -  5 februari 1989: Jorddrake
- 5 februari 2000 - 23 januari 2001: Metalldrake
- 2012 - 2013: Vattendrake
- 2024 - 2025: Trädrake

## Egenskaper
Draken är omnipotent. Hon/Han anses vara flamboyant, attraktiv, full av vitalitet och styrka. I Kina, är draken en symbol för  Kejsaren av Kina eller det manliga elementet Yang. Draken är en symbol för makt och rikedom.

## Traditionella drakegenskaper
| Attribut                  |                                                                                       |
| ------------------------- | ------------------------------------------------------------------------------------- |
| Zodiacläge                | 5:e                                                                                   |
| Tid                       | 7.00 - 8.59                                                                           |
| Riktning                  | Öst-sydöst                                                                            |
| Årstid och månad          | Vår, april                                                                            |
| Ädelsten                  | Ametist                                                                               |
| Färger                    | Svart, guld                                                                           |
| Ungefärligt tecken i väst | Väduren                                                                               |
| Polaritet                 | Yang                                                                                  |
| Mat                       | Vete, höns                                                                            |
| Positiva egenskaper       | Nobel, värdig, ärlig, karismatisk, livfull, storsint, öppen, krävande                 |
| Negativa egenskaper       | Hänsynslös, diktatorisk, arrogant, dogmatisk, pompös, despotisk, intolerant, krävande |
| Länder                    | Kina, Storbritannien, Iran, Danmark, Japan, Italien Azerbajdzjan                      |